# Valentano
Valentano ist eine italienische Gemeinde in der Provinz Viterbo in der Region Latium  mit 2789 Einwohnern (Stand 31. Dezember 2023). 

## Geographie

Lage von Valentano in der Provinz Viterbo

Valentano liegt 117 km nördlich von Rom, 116 km südlich von Siena und 33 km nordwestlich von Viterbo. Die Gemeinde liegt am nordwestlichen Rand der Region Latium an der Grenze zur Toskana.
Der historische Ortskern liegt auf einem Hügel der Volsiner Berge die den Bolsenasee umschließen, von dessen Westufer der Ort 6 km entfernt ist. Die modernen Vororte Felceti und Villa Fontane liegen in der Ebene zwischen den Hügeln und dem See.
Valentano ist Mitglied der Comunità montana Alta Tuscia Laziale.
Die Nachbargemeinden sind im Uhrzeigersinn Latera, Gradoli, Capodimonte, Piansano, Cellere, Ischia di Castro, Farnese und Pitigliano  (GR).

### Geologie
Valentano liegt in einem ehemals vulkanisch aktiven Gebiet, dem sogenannten Apparato Vulsinio. Die Stadt selbst liegt auf der Caldera eines der vier Hauptvulkane, dem Laterakrater. Der nahe Bolsenasee selbst entstand durch den Einsturz unterirdischer Magmakammern. An die vulkanische Vergangenheit erinnern noch zahlreiche Thermalquellen in der Umgebung.
Die Gemeinde liegt in der Erdbebenzone 3 (wenig gefährdet).

### Verkehr
- Valentano wird von der Strada Statale 312 Castrense erschlossen, die von Montalto di Castro an der Via Aurelia Richtung Toskana führt und hinter Latera in die Staatsstraße SS 74 Maremmana mündet.
- Der nächste Bahnhof in 31 km Entfernung ist der Bahnhof Montefiascone an der Bahnstrecke Attigliano-Viterbo.
- Der nächste internationale Flughafen Rom-Fiumicino befindet sich in 131 km Entfernung.

## Bevölkerungsentwicklung
| Jahr      | 1871 | 1901 | 1921 | 1936 | 1951 | 1971 | 1991 | 2001 | 2011 |
| Einwohner | 2650 | 3356 | 3392 | 3664 | 3826 | 3043 | 2923 | 2935 | 2895 |

Quelle: ISTAT

## Politik
Stefano Bigiotti wurde am 10. Juni 2018 zum neuen Bürgermeister gewählt.

### Gemeindepartnerschaften
Valentano unterhält Partnerschaften mit folgenden Gemeinden:
- Haltwhistle in Northumberland
- Saint-Méen-le-Grand in der Bretagne

## Söhne und Töchter der Stadt
- Alessandro Farnese (1520–1589), Kardinal
- Felice Milano (1891–1915), Fußballspieler
- Giovanni D’Ascenzi (1920–2013), Bischof von Arezzo-Cortona-Sansepolcro